# Roman Kunsman
Roman Kunsman (russisch Роман Шаевич Кунсман; * 7. Dezember 1941 in Kuibyschew; † 6. November 2002 in Beit Gamliel, Israel) war ein russisch-israelischer Altsaxophonist, Flötist und Komponist des Modern Jazz. Später spielte er als Rafael Kunsman Klezmer-Musik.

## Jugend
Seine Mutter floh bei Beginn des Zweiten Weltkriegs aus Polen in die Sowjetunion und heiratete dort. Nach der Geburt ihres Sohnes Roman wurde die Ehe geschieden und Mutter und Sohn zogen nach Leningrad, wo sie erneut heiratete. Schon als Jugendlicher zeigte sich seine musikalische Begabung, er spielte Klavier, Geige, Saxophon, Flöte, sang und komponierte. Das Altsaxophon hatte er sich von einem Onkel aus New York 1957 schicken lassen und er brachte es schon nach einem Jahr darauf zu technischer Meisterschaft im Hard Bop. Ende der 1950er Jahre spielte er im Orchester von Josif Weinstein.

## Wirken in der Sowjetunion
Kunsman war ein in den 1960er Jahren in Russland bekannter Jazzmusiker. 1967 wurde seine Komposition Ray of Darkness (oder Beam of Darkness) durch das Orchester Oleg Lundstrem auf dem Moskauer Jazzfestival aufgeführt. Zeitweise spielte er in der Tula-Band von Anatoli Kroll. Nach seiner Ausreise 1970 wurde sein Name offiziell in der Sowjetunion aus der Jazzgeschichte getilgt, und erst in den 1990er Jahren wurde er wieder in den öffentlichen Medien erwähnt.
Nach Frederick Starr gehörte er zu den führenden Saxophonisten des Modern Jazz aus Leningrad (mit Gennadi Golstein); seine Fähigkeiten wurden aber nicht voll gewürdigt, da er oft die Bands wechselte und mit zweitrangigen Musikern spielte. Neben Hardbop war er auch von zeitgenössischen Jazzströmungen der 1960er Jahre beeinflusst, von Eric Dolphy, Sonny Rollins, George Russell und später John Coltrane.

## Wirken in Israel
Ende 1970 wanderte er mit Mutter, Stiefvater und zwei Kindern aus erster Ehe nach Israel aus. In Jerusalem traf er in einem Jazzclub den Schlagzeuger Aaron Kaminsky (Areleh Kaminsky), der ihm auch die Bekanntschaft mit Yehoram Gaon vermittelte, und gründete mit ihm 1971 die in Israel populäre Jazz-Band Platina unter anderem mit dem Gitarristen Itzhak Klepter, wobei Kunsman und Kaminsky den Kern der Band bildeten bei später wechselnden weiteren Musikern. Ursprünglich waren sie die Begleitband des Sängers Arik Einstein und spielten mit ihm Jazzrock. 1974 traten sie auf dem Newport Jazz Festival auf (durch Vermittlung des Managers von B. B. King, dessen Vorgruppe sie in Israel waren) und sie veröffentlichten insgesamt zwei Alben (Live at Barbarim, Freedom). Kunsman war der musikalische Leiter und komponierte für die Band. Die Band war häufig im israelischen Fernsehen, wurde zum Beispiel in Voice of America präsentiert und begleitete Sänger wie Hava Alberstein, Tiki Dayan, Esther Ofarim, Edna Goren und Memphis Slim. Von Auftritten allein konnten sie in Israel nicht leben und machten nebenbei (oft ohne Namensnennung) Studioarbeit zum Beispiel in der Werbung. Sie lösten sich auf, bevor das 1976 entstandene dritte Album The Girl With the Flaxen Hair veröffentlicht werden konnte, das so erst 2002 anlässlich eines Tribut-Konzerts für Kunsman nach seinem Tod erschien. Ein Grund für die Auflösung waren die Reisebeschränkungen in Israel und die Sicherheitsanforderungen für Auftritte israelischer Musiker im Ausland nach den Olympiaattentaten in München 1972 und danach, die damals Touren sehr erschwerten.
In den 1970er Jahren wurde er vom vorher eher sarkastischen Intellektuellen (dessen erstes Ausreiseziel auch keineswegs Israel war – hier lebte Familie seiner Mutter) zum religiösen orthodoxen Judentum bekehrt, unter anderem bei Aufenthalten in New York 1976 bei Chassidim-Lehrern. In den 1980er Jahren wandte er sich dem Klezmer zu, spielte auf Hochzeiten und anderen jüdischen Feiern, was im Jazzumfeld der früheren Sowjetunion als Abstieg galt und nur von Amateurmusikern ausgeübt, und auch Kunsman hatte zunächst Probleme sich der seiner damaligen Ansicht nach relativ einfach aufgebauten jüdischen Volksmusik zu widmen. Im Gegensatz zu seiner Zeit im Jazz konnte er dabei aber in Israel auf gute Beschäftigung hoffen. Später spielte er als Flötist in der Band Sulam von Moussa Berlin. Mit ihr nahm er auch z. B. eine Live-CD 1992 auf.
Sein schon 1979 in New York aufgenommenes Album Heavy Skies (Produzenten Hank O’Neil und George Avakian) kam erst postum 2003 heraus. Darin mischt er seinen Post-Bop und modalen Jazz der 1960er Jahre mit Fusion-Einflüssen (Weather Report, später Miles Davis)  und osteuropäischer, speziell jiddischer Volksmusik.
Er heiratete 1973 erneut in Israel. Zuletzt lebte er allein in Beit Gamliel und liegt in Jerusalem begraben.